# Велики рит
Велики рит је градска четврт Новог Сада.

## Положај насеља
Велики рит се налази на североисточној периферији града, источно од Темеринског пута (односно од Клисе и Слане Баре), северно од Малог Београда, јужно од градске депоније и западно од Мишиног Салаша и Радне зоне север 4.
У административном смислу, насеље је подељено између месне заједнице „Клиса“ (на северу), месне заједнице "Видовданско насеље" (на југоистоку) и Месне заједнице "Слана бара" (на југозападу).
Источно од насеља Велики рит налази се мочварно (ритско) подручје, по којем је овај локалитет и добио име.

## Историја
Подручје Великог рита је било део старог корита Дунава, његовог некадашњег меандра. Њиме је све доскора вода отицала у време поводња и поплава.
Овде је најпре настало неколико привредних објеката, међу којима преовлађују простори за складиштење робе. У јужном делу, око објеката Предузећа за извођење инсталационих радова за водовод и грејање подигнуто је стотинак кућа, у којима станује сиромашно, претежно ромско становништво. Куће у овом делу насеља су већим делом хаотично постављене, а мањим делом ушорене. Грађене су од черпића, цигле, дрвета, лима и сличног материјала са градског отпада.
У северном делу насеља изграђени су нови стамбени објекти, различите величине и типа, а овде су формиране и ушорене улице. Насеље се још изграђује и није добило коначну физиономију и унутрашњу структуру.

## Становништво
Велики рит је подељен на северни део (са израженијим урбаним карактеристикама) и јужни део, који представља нелегално ромско насеље. У овом ромском насељу живи око 2.500 становника, од чега 70-90% лица расељених са Косова и Метохије и крајњег југа Србије. Према другом извору, у Великом риту живи 350 ромских породица, од којих је 150 расељено са Косова. У насељу живи и око 30 ашкалијских породица, које су такође расељене са Косова.

## Образовање
На простору Великог рита, у Дечанској улици, налазе се две средње школе: Средња школа „Свети Никола” и Средња медицинска школа „Хипократ”.

## Привреда
Дуж Темеринског пута налазе се складишта трговинских фирми за грађевински материјал и техничку робу. На северу насеља, поред аутопута Е-75 налазе се „Уједињене српске пиваре“ (члан „Хајнекен групе“), „Рода мегамаркет“ и седиште компаније „Меркатор–С“.

## Установе
У насељу се налази Удружење Рома „Велики рит“. Удружење делује са циљем запошљавања Рома и њиховог оспособљавања за занате и отварање малих радионица, као и едукација Рома у писању пословних планова. У Великом риту постоји и дом културе који је основала Матица Ашкалија, а од 2005. године и месџид исламске заједнице, у којем имамску дужност обавља Џејлан Бајрами.

## Саобраћај
Поред насеља, Темерински путем саобраћају градске аутобуске линије 5  и приградске 32 и 33.